# Machairodontinae

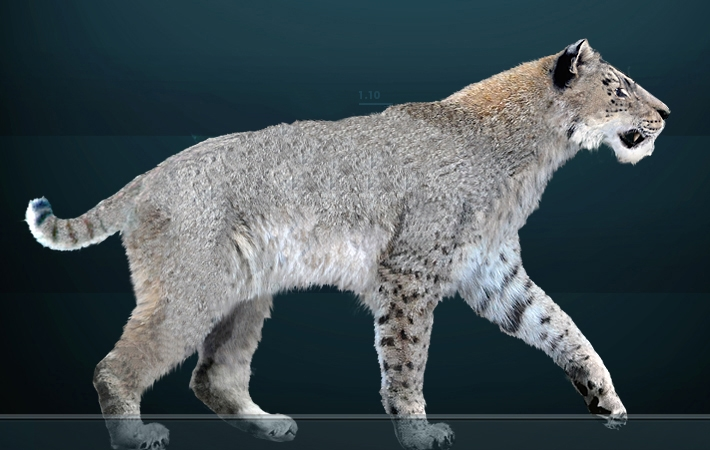
Restauração de um espécime de Homotherium serum

Machairodontinae é uma sub-família de felídeos que inclui os gatos com longos dentes caninos do gênero Smilodon, chamados tigres-dente-de-sabre ou verdadeiros dente-de-sabre, por oposição aos nimravídeos, os falsos dentes-de-sabre. Estritamente, o uso da palavra tigre para descrever estes animais é incorreto, uma vez que não são antecessores diretos do tigre, não compartilhando a sub-família Pantherinae. O grupo surgiu no Oligoceno e extinguiu-se há cerca de 10 000 anos. Os tigres dente-de-sabre viviam na América, Europa, Ásia e África. 
Os macairodontídeos caracterizam-se pela presença de longos dentes caninos na mandíbula superior, em forma de sabre ou de cimitarra, achatados por oposição aos caninos cónicos dos felinos modernos. Para acomodar estes dentes caninos, os macairodontídeos tinham relativamente menos dentes pré-molares e alguns gêneros apresentavam uma falange óssea no maxilar inferior, onde encaixava o comprimento dos caninos superiores, que ficavam assim protegidos de serem danificados. Esta característica está também presente no grupo dos falsos dentes-de-sabre (família Nimravidae) e é muito notória nos dentes-de-sabre marsupiais (família Thylacosmilidae). Os macairodontídeos conseguiam abrir a boca em ângulos que chegavam aos 90º. 
Há evidências de que algumas espécies tinham dimensões superiores à dos maiores felinos atuais e de que estes animais caçavam em bandos. A função dos enormes dentes caninos ainda está a ser descoberta. É pouco provável que tenham servido para apunhalar as presas, uma vez que este movimento poria em risco a integridade dos dentes. Provavelmente, os macairodontídeos usavam os dentes-de-sabre para perfurar as artérias e esófago das suas vítimas, já que este movimento não exigia uma aplicação demasiada de força, sendo assim uma estratégia mais segura.
Os Smilodon pesavam cerca de 340 kilos e a sua locomoção era idêntica à dos ursos.
O fato de não ter cauda retirava-lhe o equilíbrio que por oposição todos os felinos com cauda possuem e que os ajuda em mudanças
bruscas de direcção quando perseguem as suas vítimas.
Dessa forma, os Smilodon não eram corredores nem caçavam como grande parte dos felinos.
Devido ao seu peso, imensa massa muscular e força incomparável, derrubavam as suas vítimas (geralmente mamutes ou bisontes) e depois imobilizavam-nas com as poderosas garras, cravando-lhes em seguida as poderosas presas no pescoço, (única localização onde elas eram capazes de penetrar) matando-as muitas vezes instantaneamente.
Devido aos seus dentes massivos, o Smilodon era especializado na caça de animais de grande porte, já que seu tamanho avantajado dificultaria o sucesso em caças a animais menores, como o coelho.
Extinguiram-se devido às mudanças climáticas que fizeram com que a caça grossa se deslocasse para o que hoje são conhecidas como as grandes planícies, nos Estados Unidos.
Recentemente, cientistas encontraram uma múmia preservada de um filhote de tigre dentes de sabre.
O grupo possui três classificações, de acordo com a forma dos dentes-de-sabre e proporções corporais.

## Classificação
- Tribo Metailurini: dentes em forma de cimitarra; Europa e Ásia; Mioceno superior a Plistoceno superior (16 milhões de anos – 10 000 anos)
  - Gêneros: Dinofelis - Metailurus

- Tribo Machairodontini: dentes em forma de sabre; Mioceno médio a Plioceno superior (15 – 2 milhões de anos)
  - Gêneros: Machairodus - Homotherium - Xenosmilus

- Tribo Smilodontini: dentes em forma de sabre; Pleistoceno superior até há 10 000 anos;
  - Gêneros: Smilodon - Megantereon - Paramachairodus